# Højager
Højager (eller højrygget ager) er en gammel dyrkningsform der i Danmark fik sit indtog i Vikingetiden. En højager er en mark der er pløjet med en muldfjælsplov i en karakteristisk bølgeform af lange høje rygge og herefter tilsået. Ryggene er 10-20 m brede og adskilles af 1/2-1 m dybe furer. Agerfurerne vil automatisk opsamle og eventuelt bortdræne mindre mængder overskydende nedbør af marken, hvilket har den fordel, at:
- I våde år er udbyttet godt på "bølgetoppene".
- I tørre år er udbyttet godt i "bølgedalene".

Højryggede agre blev først mulige med indførelsen af muldfjælsploven, som var i stand til at vende det øverste jordlag. Jordvendingen tilfører desuden mere næring til planterne, end tidligere tiders ard-plov og øger derved udbyttet betragteligt.
Højryggede agre er typisk flere hundrede meter lange, da det var ret besværligt at vende den tunge muldfjælsplov, som havde mange dyr spændt for - især den tunge hjulplovs-type.
Højagrene, gjorde det muligt at dyrke vinter-rug, som ellers er meget sårbar overfor frost, hvis jorden ikke drænes. Vinter-rug blev en meget udbredt afgrøde i den tidlige middelalder i Danmark.
Dyrkning med højager blev visse steder anvendt helt frem til omkring 1800 her i Danmark og resterne af dem kan stadig findes som fortidsminder hist og her rundt omkring i landskabet, fortrinsvist i gamle skove, hvor moderne landbrug ikke har overtaget. I Østjylland findes der en en del højagre i Frijsenborgskovene ved Hammel, blandt andet midt i Tinning Skov, hvor der også ifølge stednavneoptegnelser skulle have ligget en landsby ved navn Knistrup i middelalderen.